# Цзянъюн
Цзянъю́н (кит. упр. 江永, пиньинь Jiāngyǒng) — уезд городского округа Юнчжоу провинции Хунань (КНР).

## История
Изначально эти земли были частью уезда Инпу. Во времена империи Хань в 111 году до н.э. из уезда Инпу был выделен уезд Сему (谢沐县). При империи Суй уезд Сему был в 589 году объединён с уездом Инпу в уезд Юнъян (永阳县). При империи Тан 634 году уезд Юнъян был переименован в Индао (营道县). 
В 691 году территория бывшего уезда Сему была вновь выделена в отдельный уезд, опять получивший название Юнъян. В 742 году уезд Юнъян был переименован в Юнмин (永明县). Во времена империи Сун уезд в 1072 году был вновь присоединён к уезду Индао, но уже в 1086 году воссоздан.
После образования КНР в 1949 году был создан Специальный район Юнчжоу (永州专区), и уезд Юнмин вошёл в его состав. В мае 1950 года Специальный район Юнчжоу был переименован в Специальный район Линлин (零陵专区).
В октябре 1952 года Специальный район Линлин был расформирован, и уезд перешёл в состав новой структуры — Сяннаньского административного района (湘南行政区). В 1954 году Сяннаньский административный район был упразднён, и уезд вошёл в состав Специального района Хэнъян (衡阳专区).
25 ноября 1955 года был расформирован уезд Цзянхуа (江华县); часть его территории перешла в состав уезда Юнмин, а на остальной территории был создан Цзянхуа-Яоский автономный уезд. В 1956 году уезд Юнмин был переименован в Цзянъюн.
В декабре 1962 года был воссоздан Специальный район Линлин, и уезд вернулся в его состав.
В 1968 году Специальный район Линлин был переименован в Округ Линлин (零陵地区).
Постановлением Госсовета КНР от 21 ноября 1995 года округ Линлин был преобразован в городской округ Юнчжоу.

## Административное деление
Уезд делится на 6 посёлков и 4 национальные волости.